# Monique Truong
Monique Truong (* 13. Mai 1968 in Saigon) ist eine US-amerikanische Schriftstellerin vietnamesischer Abstammung.

## Leben
Monique Truong floh 1975, im Alter von sechs Jahren, beim Fall von Saigon am Ende des Vietnamkrieges mit ihren Eltern in die USA. Sie studierte an der Yale University und der Columbia University School of Law.

## Werke
- Truong debütierte 2003 mit dem Roman The Book of Salt, der in deutscher Übersetzung unter dem Titel Das Buch vom Salz veröffentlicht wurde. Sie beschreibt darin die fiktive Geschichte des vietnamesischen Kochs von Gertrude Stein in den dreißiger Jahren, über dessen reale Person wenig bekannt ist. Übersetzt aus dem Englischen von Barbara Rojahn-Deyk, Fischer Taschenbuch-Verlag, Frankfurt am Main 2006 ISBN 3-596-16993-3
- Bitter im Mund – Roman; der englische Titel Bitter in the Mouth wurde von Peter Torberg übersetzt. Verlag C.H. Beck, München 2010 ISBN 978-3-406-59838-8
- Sweetest Fruits – Roman; übers. v. Claudia Wenner. Verlag C.H. Beck, München 2020 ISBN 978-3-406-75074-8

## Auszeichnungen
2004 erhielt Truong für The Book of Salt den Stonewall Book Award und wurde zusammen mit zwei weiteren Autoren mit dem Robert-Bingham-Stipendium des amerikanischen PEN-Zentrums ausgezeichnet, um sie bei der Arbeit an ihrem zweiten Buch zu unterstützen.